# Трейлор, Рей
Рэй Вашингтон Трейлор-младший (англ. Ray Washington Traylor Jr., 2 мая 1963, Мариетта, Джорджия — 22 сентября 2004, Даллас, Джорджия) — американский рестлер, наиболее известный по выступлениям в World Wrestling Federation (WWF) под именем Биг Босс Мен, а также по выступлениям в World Championship Wrestling (WCW) под именами Босс, Ангел-хранитель и Биг Бабба Роджерс. Во время выступлений в WWF Биг Босс Мен один раз владел титулом командного чемпиона мира WWF и четыре раза — титулом хардкорного чемпиона WWF.
7 марта 2016 года было подтверждено, что Трейлор будет введен в Зал славы WWE 2016 года. Награду приняли его жена Анджела и дочери Лейси и Меган.

## Карьера в рестлинге

### Jim Crockett Promotions (1985—1987)
Бывший офицер исправительного учреждения округа Кобб, Джорджия, Трейлор дебютировал в 1985 году. Затем он начал работать в качестве джоббера в Jim Crockett Promotions под своим настоящим именем. За это время он встречался с Талли Бланшаром, Варваром, Иваном Колоффым, «Полуночным экспрессом», «Дорожными воинами» и Ваху Макдэниэлом. Увидев его потенциал, главный букер Дасти Роудс отстранил Трейлора от телевидения на 12 недель, чтобы переделать его в «Биг Баббу Роджерса». Трейлор дебютировал в роли Роджерса на выпуске WorldWide от 31 мая. В роли Биг Баббы Трейлор был молчаливым телохранителем Джима Корнетта. Он получил солидное продвижение в качестве, казалось бы, неудержимого хила и враждовал с Роудсом (главным фейсом того времени) в серии матчей Bunkhouse Stampede в 1986 году. В этой серии у него и Роудса было поровну побед, что привело к решающему матчу в клетке, который Роудс выиграл 27 февраля. Трейлор также победил Рона Гарвина в уличной драке в Луисвилле на Starrcade 1986 года.

### Universal Wrestling Federation (1987)
В 1987 году Трейлор перешел в Universal Wrestling Federation (UWF) после того, как она была куплена Джимом Крокеттом. 19 апреля Трейлор бросил вызов и выиграл титул чемпиона UWF в тяжелом весе у Сам себе банда, который покидал UWF и переходил в World Wrestling Federation. После завоевания титула он присоединился к генералу Скандору Акбару и его группировке «Корпорация „Опустошение“» Трейлор удерживал титул почти 3 месяца, защищая его против Стива Кокса, Барри Уиндема и Майкла Хейса, после чего проиграл титул «Доктору Смерти» Стиву Уильямсу 11 июля 1987 года в Оклахома-Сити во время тура Great American Bash 1987 года.

### World Wrestling Federation (1988—1993)

#### «Башни-близнецы» (1988—1990)

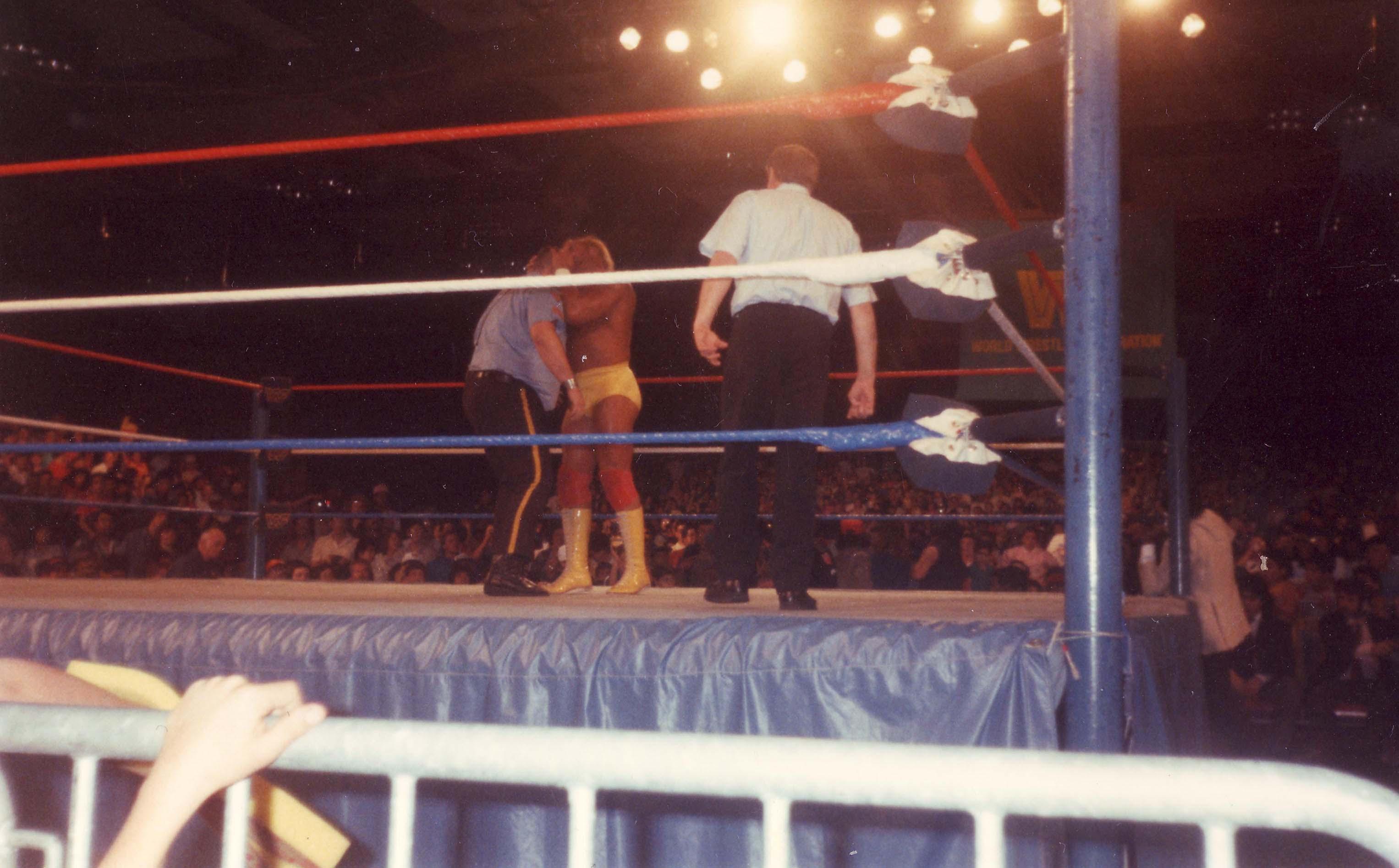
Биг Босс Мен на ринге против Халка Хогана в конце 1980-х годов

В июне 1988 года Трейлор присоединился к WWF под именем Биг Босс Мен, персонаж, вдохновленный его предыдущей карьерой офицера исправительных учреждений. Послематчевая практика Биг Босс Мена, которым управлял Слик, часто включала в себя приковывание побежденных противников наручниками к канатам ринга и избиение их полицейской палкой или ядром с цепью.

## Смерть
Трейлор умер от сердечного приступа 22 сентября 2004 года в своем доме в Далласе, Джорджия. По данным The Wrestling Observer, Трейлор с семьей гостил у сестры в своем доме, и пока две его дочери пошли наверх поиграть, его жена Анжела ненадолго вышла из комнаты около 22:00, а вернувшись, обнаружила его мертвым на диване. Ему был 41 год.

## В рестлинге

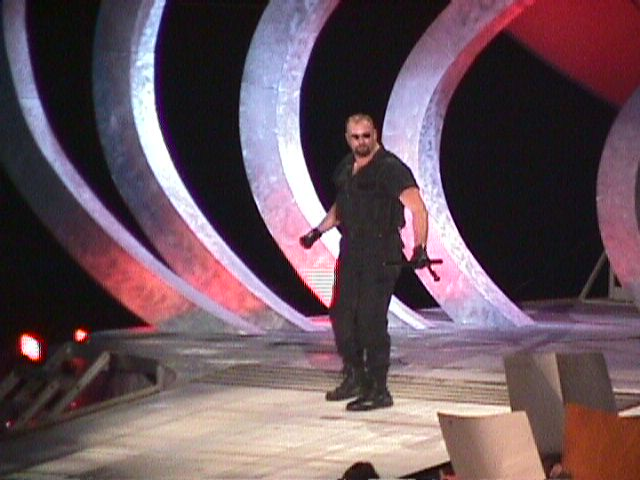
Биг Босс Мен на шоу SmackDown! в 1999

- Завершающие приёмы
  - Boss Man Slam[8] (WWF/E) / Traylor Trash[9] (WCW) (Spinning side slam)
- Любимые приёмы
  - Backbreaker[8]
  - Big boot[8][10]
  - Body avalanche[10][11]
  - Sidewalk slam[11]
  - Spinebuster[8]
  - Uppercut[8]

## Титулы и награды
- Pro Wrestling Illustrated
  - № 23 в топ 500 рестлеров в рейтинге PWI 500 в 1992[12]
  - № 138 в топ 500 рестлеров в рейтинге PWI Years в 2003[13]
- Universal Wrestling Federation
  - Чемпион UWF в тяжёлом весе (1 раз)[14]
- World Wrestling Federation/WWE
  - Хардкорный чемпион WWF (4 раза)[15]
  - Командный чемпион мира WWF (1 раз) — с Кеном Шемроком[16]
  - Зал славы WWE (2016)
- Wrestling Observer Newsletter
  - Самый прогрессирующий рестлер (1987)
  - Лучший образ (1996) «Новый мировой порядок»
  - Вражда года (1996) «Новый мировой порядок» пр. World Championship Wrestling
  - Худшая вражда года (1996) против Джона Тента
  - Худшая вражда года (1999) против Биг Шоу
  - Худший матч года (1999) против Эла Сноу на шоу Unforgiven